# پردیتا ویکس
 پردیتا رز ویکس (زاده ۲۵ دسامبر ۱۹۸۵) بازیگر ولزی است.

## زندگی و تحصیلات
ویکس در جنوب گلامورگان، ولز به دنیا آمد و در مدرسه Roedean تحصیل کرد و در مؤسسه Courtauld تاریخ هنر را فرا گرفت. او خواهر کوچکتر Honeysuckle Weeks و خواهر بزرگتر رولو ویکز است که هر دو بازیگر هستند.